# Bettelheim Mózes
Bettelheim Mózes (19. század) hitközségi elnök.
Chaszam Szófer alatt hitközségi elnök volt. Sógora, a kikeresztelkedett Calman Antal Bécsben 1822-ben halt meg, és három nővérét, Bettelheim Mózes, Pappenheim Wolf és Guttman Sámuel feleségét végrendeletében óriási vagyonának örökösévé tette. A három sógor a hitközség élére állt, és jótékonyságával, szigorú vallásosságával és műveltségével kedvező befolyást gyakorolt a hitközségi élet alakulására. Mikor a kormány a pozsonyi jesiva működését betiltotta, Bettelheim 20 000 aranyforintot áldozott a rendelet visszavonatására.
Fiai közül Kálmán, Chaszam Szófer kedvence is hitközségi elnök volt, de nagyobb szerepet játszott Philipp Bettelheim, aki Pozsonyt 1868-ban a zsidó kongresszuson képviselte, és az ortodoxia autonómiájának az előharcosa volt.
Kálmán fia, Mór évtizedeken át mint elöljáró működött, és a művelt ortodoxiának mintaképe volt.